# Tomoplagia quadriseriata
Tomoplagia quadriseriata är en tvåvingeart som beskrevs av Friedrich Georg Hendel 1914. Tomoplagia quadriseriata ingår i släktet Tomoplagia och familjen borrflugor.
Artens utbredningsområde är Peru. Inga underarter finns listade i Catalogue of Life.